# Platybdella hippoglossi
Platybdella hippoglossi är en ringmaskart som beskrevs av Krøyer, in Malm 1863. Platybdella hippoglossi ingår i släktet Platybdella, och familjen fiskiglar. Arten har ej påträffats i Sverige.